# Enztal bei Mühlacker
Das FFH-Gebiet Enztal bei Mühlacker ist ein im Jahr 2005 durch das Regierungspräsidium Karlsruhe nach der Richtlinie 92/43/EWG (Fauna-Flora-Habitat-Richtlinie) angemeldetes Schutzgebiet (Schutzgebietskennung DE-7018-342) im deutschen Bundesland Baden-Württemberg. Mit Verordnung des Regierungspräsidiums Karlsruhe zur Festlegung der Gebiete von gemeinschaftlicher Bedeutung vom 12. Oktober 2018 (in Kraft getreten am 11. Januar 2019), wurde das Schutzgebiet festgelegt.

## Lage
Das 3067,4 Hektar große FFH-Gebiet gehört zu den Naturräumen 123-Neckarbecken, 124-Strom- und Heuchelberg, 125-Kraichgau und 150-Schwarzwald-Randplatten innerhalb der naturräumlichen Haupteinheiten 12-Neckar- und Tauber-Gäuplatten und 15-Schwarzwald. Es liegt zwischen Ölbronn-Dürrn im Westen und Vaihingen an der Enz im Osten und erstreckt sich über die Markungen von neun Städten und Gemeinden.
- Stadt Pforzheim: 30,6743 ha = 1 %
- Enzkreis:
- Kieselbronn: 337,4178 ha = 11 %
- Maulbronn: 30,6743 ha = 1 %
- Mühlacker: 1165,6253 ha = 38 %
- Neulingen: 245,3948 ha = 8 %
- Niefern-Öschelbronn: 337,4178 ha = 11 %
- Ölbronn-Dürrn: 245,3948 ha = 8 %
- Ötisheim: 521,4639 ha = 17 %
- Landkreis Ludwigsburg:
- Vaihingen an der Enz: 153,3717 ha = 5 %

## Beschreibung und Schutzzweck
Es handelt sich um die vielgestaltige Landschaft des westlichen Neckarbeckens mit Talaue und Prallhängen mit Trockenrasen und Felsbändern. Außerdem bestehen große Wälder, Wiesengebiete mit ausgeprägten Bodenfeuchtegradienten und Moorbildung sowie Streuobstbeständen. Im Gebiet befinden sich acht Höhlen.

### Lebensraumklassen
(allgemeine Merkmale des Gebiets) (prozentualer Anteil der Gesamtfläche)
Angaben gemäß Standard-Datenbogen aus dem Amtsblatt der Europäischen Union
|                                                    |                                                    |  |      |      |
| N06 – Binnengewässer (stehend und fließend)        | N06 – Binnengewässer (stehend und fließend)        |  | 3 %  | 3 %  |
| N09 – Trockenrasen, Steppen                        | N09 – Trockenrasen, Steppen                        |  | 2 %  | 2 %  |
| N10 – Feuchtes und mesophiles Grünland             | N10 – Feuchtes und mesophiles Grünland             |  | 29 % | 29 % |
| N14 – Melioriertes Grünland                        | N14 – Melioriertes Grünland                        |  | 1 %  | 1 %  |
| N15 – Anderes Ackerland                            | N15 – Anderes Ackerland                            |  | 7 %  | 7 %  |
| N16 – Laubwald                                     | N16 – Laubwald                                     |  | 32 % | 32 % |
| N17 – Nadelwald                                    | N17 – Nadelwald                                    |  | 2 %  | 2 %  |
| N19 – Mischwald                                    | N19 – Mischwald                                    |  | 11 % | 11 % |
| N21 – Nicht-Waldgebiete mit hölzernen Pflanzen     | N21 – Nicht-Waldgebiete mit hölzernen Pflanzen     |  | 12 % | 12 % |
| N23 – Sonstiges (einschl. Städte, Dörfer, Straßen) | N23 – Sonstiges (einschl. Städte, Dörfer, Straßen) |  | 1 %  | 1 %  |
|                                                    |                                                    |  |      |      |

### Lebensraumtypen
Gemäß Anlage 1 der Verordnung des Regierungspräsidiums Karlsruhe zur Festlegung der Gebiete von gemeinschaftlicher Bedeutung (FFH-Verordnung) vom 12. Oktober 2018 kommen folgende Lebensraumtypen nach Anhang I der FFH-Richtlinie im Gebiet vor:
| EU Code | Lebensraumtyp (offizielle Bezeichnung)                                                                          | Kurzbezeichnung                              | Hektar |
| ------- | --- | -------------------------------------------- | ------ |
| 3150    | Natürliche eutrophe Seen mit einer Vegetation des Magnopotamion oder Hydrocharition                             | Natürliche nährstoffreiche Seen              | 0,40   |
| 3260    | Flüsse der planaren bis montanen Stufe mit Vegetation des Ranunculion fluitantis und des Callitricho-Batrachion | Fließgewässer mit flutender Wasservegetation | 0,30   |
| 6210    | Naturnahe Kalk-Trockenrasen und deren Verbuschungsstadien (Festuco-Brometalia)                                  | Kalk-Magerrasen                              | 38,14  |
| 6230    | Artenreiche montane Borstgrasrasen (und submontan auf dem europäischen Festland) auf Silikatböden               | Artenreiche Borstgrasrasen                   | 0,60   |
| 6410    | Pfeifengraswiesen auf kalkreichem Boden,torfigen und tonig-schluffigen Böden (Molinion caeruleae)               | Pfeifengraswiesen                            | 3,00   |
| 6430    | Feuchte Hochstaudenfluren der planaren und montanen bis alpinen Stufe                                           | Feuchte Hochstaudenfluren                    | 5,35   |
| 6510    | Magere Flachland-Mähwiesen (Alopecurus pratensis, Sanguisorbaofficinalis)                                       | Magere Flachland-Mähwiesen                   | 372,00 |
| 7220    | Kalktuffquellen (Cratoneurion)                                                                                  | Kalktuffquellen                              | 0,20   |
| 8160    | Kalkhaltige Schutthalden der collinen bis montanen Stufe Mitteleuropas                                          | Kalkschutthalden                             | 0,02   |
| 8210    | Kalkfelsen mit Felsspaltenvegetation                                                                            | Kalkfelsen mit Felsspaltenvegetation         | 1,00   |
| 8310    | Nicht touristisch erschlossene Höhlen                                                                           | Höhlen und Balmen                            | 0,001  |
| 9110    | Hainsimsen-Buchenwald (Luzulo-Fagetum)                                                                          | Hainsimsen-Buchenwald                        | 147,00 |
| 9130    | Waldmeister-Buchenwald (Asperulo-Fagetum)                                                                       | Waldmeister-Buchenwald                       | 413,60 |
| 9160    | Subatlantischer oder mitteleuropäischer Stieleichenwald oder Hainbuchenwald (Carpinion betuli)                  | Sternmieren-Eichen-Hainbuchenwald            | 80,40  |
| 9170    | Labkraut-Eichen-Hainbuchenwald (Galio-Carpinetum)                                                               | Labkraut-Eichen-Hainbuchenwald               | 11,10  |
| 9180    | Schlucht- und Hangmischwälder (Tilio-Acerion)                                                                   | Schlucht- und Hangmischwälder                | 1,10   |
| 91E0    | Auenwälder mit Alnus glutinosaund Fraxinus excelsior (Alno-Padion, Alnion incanae, Salicion albae)              | Auenwälder mit Erle, Esche, Weide            | 32,30  |

### Zusammenhängende Schutzgebiete
Das FFH-Gebiet besteht aus zahlreichen Teilgebieten. Es überschneidet sich mit mehreren Landschaftsschutzgebieten. Ein kleinerer Teil des Gebiets bei Vaihingen ist Teil des Vogelschutzgebiets Enztal Mühlhausen-Roßwag und im nördlichen Teil liegen Flächen im Naturpark Stromberg-Heuchelberg.
Innerhalb des Gebiets liegen die Naturschutzgebiete
- 2221-Bauschlotter Au
- 1125-Enzaue bei Roßwag und Burghalde
- 2096-Enztal zwischen Niefern und Mühlacker
- 2092-Erlen-, Metten- und Gründelbachniederung
- 2233-Felsengärten Mühlhausen
- 2045-Großglattbacher Riedberg
- 2232-Kammertenberg
- 2045-Neulinger Dolinen
- 1122-Roter Rain und Umgebung